# Racionalisme crític
El racionalisme crític és una concepció epistemològica que diu la ciència és racional i, per tant, les nostres creences es sotmeten a la crítica i poden ser reemplaçades. Tot i tenir antecedents, entre d'altres, en les teories de Baruch Spinoza (1632-1677), es considera Karl Popper (1902-1994) com el pare de la teoria.
Un concepte central en aquesta teoria és la falsabilitat. Totes les ciències –tant les de la natura com les de la societat– han d'atenir-se al mateix mètode: proposició d'hipòtesis i contrastació pels fets. Les hipòtesis que no superen la prova dels fets han de ser rebutjades com a no científiques. Per principi, qualsevol teoria es considera com provisional i pot ser corroborat o falsificat mitjançant informació i descobertes noves.